# 道恩翼龍屬

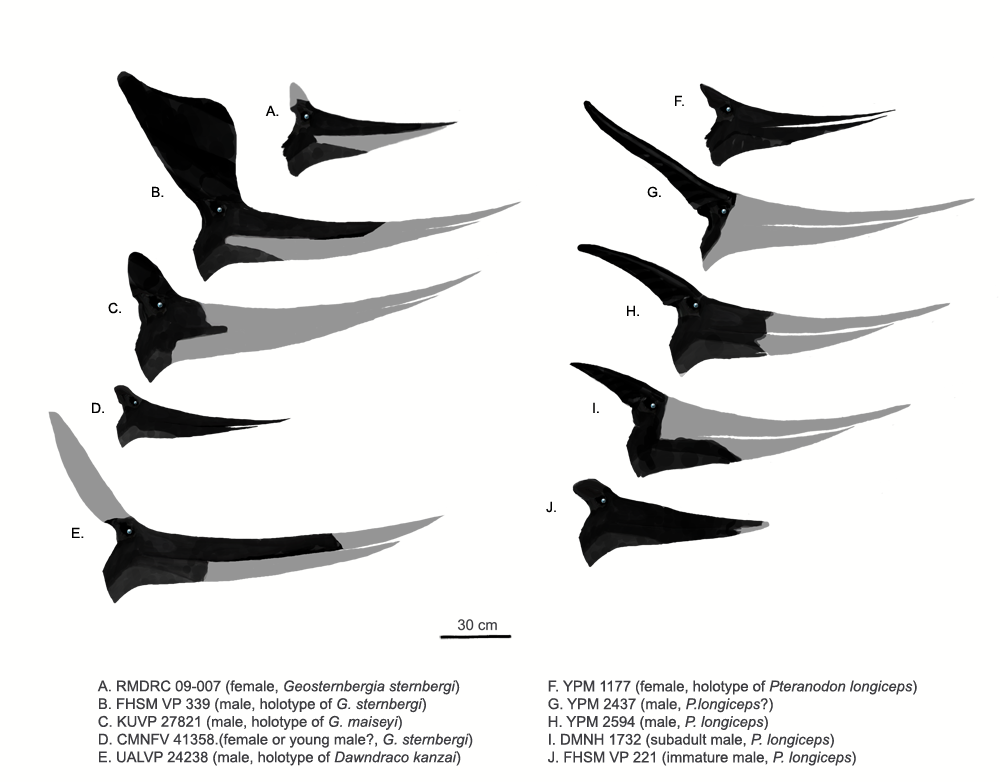
無齒翼龍科的頭部比較圖。A.斯氏喬斯坦伯格翼龍雌性、B.斯氏喬斯坦伯格翼龍雄性、C.梅氏喬斯坦伯格翼龍雄性、D.斯氏喬斯坦伯格翼龍雌性或未成年雄性、E.道恩翼龍。右排則為無齒翼龍

道恩翼龍屬（學名：Dawndraco）是翼龍目無齒翼龍科的一屬，生存於白堊紀晚期的北美洲。
正模標本（編號UALVP 24238）是一個部分身體骨骼、幾乎完整的頭顱骨與下頜。化石是在1974年發現於美國堪薩斯州內斯郡，屬於尼歐伯若拉組（Niobrara Formation）斯莫基山白堊段的下層，地質年代約8600萬年前，相當於康尼亞克階與桑托階交界。
這個標本最初被編入於斯氏無齒翼龍（P. sternbergi）。在2010年，亞歷山大·克爾納（Alexander W.A. Kellner）提出斯氏無齒翼龍應為獨立屬，因此建立為喬斯坦伯格翼龍；同時也發現編號UALVP 24238標本有足夠獨特特徵，而且不可能是兩性異形或個體變異，因此將這個化石命名為新屬，模式種是坎扎道恩翼龍（D. kanzai）。屬名裡的「Dawn」是易洛魁人的神，draco則是翼龍類學名的常見字根之一；種名則是以堪薩斯州的印第安部族坎扎（Kanza）為名。
與無齒翼龍、喬斯坦伯格翼龍相比，道恩翼龍的口鼻部曲線較為平順、無凸起部分，上頜與下頜的邊緣曲線幾乎平行。
亞歷山大·克爾納命名道恩翼龍時，將牠們歸類於無齒翼龍科。